# Madison Hoffman
Madison Hoffman (26 luglio 2000) è una sciatrice alpina australiana.

## Biografia
Specialista delle prove tecniche originaria di Sydney e attiva dall'agosto del 2016, in Australia New Zealand Cup la Hoffman ha esordito il 22 agosto dello stesso anno a Mount Hotham in slalom gigante (7ª) e ha conquistato il primo podio il 23 agosto 2018 nella medesima specialità in slalom speciale (2ª); ha debuttato in Coppa del Mondo il 23 ottobre 2021 a Sölden in slalom gigante, senza completare la gara. Non ha preso parte a rassegne olimpiche o iridate.

## Palmarès

### Coppa del Mondo
- Miglior piazzamento in classifica generale: 117ª nel 2024

### Nor-Am Cup
- Miglior piazzamento in classifica generale: 7ª nel 2023
- 9 podi:
  - 3 vittorie
  - 5 secondi posti
  - 1 terzo posto

#### Nor-Am Cup - vittorie
| Data             | Località | Paese       | Specialità |
| ---------------- | -------- | ----------- | ---------- |
| 6 marzo 2023     | Stratton | Stati Uniti | GS         |
| 9 aprile 2024    | Panorama | Canada      | SL         |
| 14 dicembre 2024 | Panorama | Canada      | GS         |

Legenda:

GS = slalom gigante

SL = slalom speciale

### Australia New Zealand Cup
- Miglior piazzamento in classifica generale: 6ª nel 2025
- 2 podi:
  - 1 secondo posto
  - 1 terzo posto

### Campionati australiani
- 4 medaglie:
  - 3 ori (slalom speciale nel 2017; slalom gigante, slalom speciale nel 2018)
  - 1 bronzo (slalom gigante nel 2017)